# Cerodontha scirpioides
Cerodontha scirpioides är en tvåvingeart som beskrevs av Zlobin 1997. Cerodontha scirpioides ingår i släktet Cerodontha och familjen minerarflugor. Inga underarter finns listade i Catalogue of Life.